# Legatum Institute
Das Legatum Institute ist ein unabhängiges, gemeinnütziges Institut in London und gehört zu den bekannten Denkfabriken Großbritanniens. Das erklärte Ziel des Instituts ist die Förderung der allgemeinen Bildung in Bezug auf nationale und internationale Politik und Sozial- und Wirtschaftspolitik. Geleitet wird es seit 2016 von Philippa Stroud (* 1965, Baroness), konservatives Mitglied des britischen Oberhauses; sie folgte Jeffrey Gedmin, der die Einrichtung ab 2011 geleitet hatte.

## Geschichte
Das Legatum Institute wurde 2007 von der Stiftung Legatum Foundation gegründet, dem philanthropischen Zweig der von dem neuseeländischen Milliardär Christopher Chandler betriebenen Investmentgesellschaft Legatum Capital mit Sitz im Golfstaat Dubai. Die Stiftung erhielt 2015 im Vereinigten Königreich den Status der Gemeinnützigkeit. Das Institut wird neben der Stiftung von über 40 weiteren Großspendern finanziert. Seinen Sitz hat es im Londoner Stadtteil Mayfair. Fellows sind unter anderem Oliver Letwin und Gisela Stuart.

## Legatum Prosperity Index
Bekannt wurde die Einrichtung für ihren jährlich veröffentlichten Bericht zum Wohlstandsindikator Legatum Prosperity Index (PI), der 65 Politikfelder mit insgesamt 294 Einzelindikatoren auswertet zu den drei Bereichen Inclusive Societies, Open Economies und Empowered People („Inkludierende Gesellschaften, Offene Wirtschaftssysteme, Teilhabende Menschen“). Diese drei Ziele werden auch als Hauptthemen der Institutsstrategie genannt, die zur Steigerung des Wohlstands der Weltbevölkerung und Senkung der Armut beitragen will. In Leitmedien wird der PI seit 2010 selten erwähnt, nach 2016 finden sich keine wissenschaftlichen Besprechungen. Ende 2019 veröffentlichte das Legatum Institute seinen PI zu 167 Ländern (99 % der Weltbevölkerung), das führende Land war Dänemark (PI 83,96).

## Kritik
Ab 2017 wurde das Institut im Rahmen seiner erklärten Politik der Förderung von Demokratie und Kapitalismus kritisiert bezüglich seiner Parteinahme für Brexit-Hardliner der politischen  Conservative Party.